# Enzo Duse
Enzo Duse (Villadose, 2 dicembre 1901 – Venezia, 7 luglio 1963) è stato un giornalista e commediografo italiano.

## Biografia
Enzo Duse era nato a Villadose (RO) il 2 dicembre 1901, di estrazione piccolo borghese, era il figlio del farmacista del paese, Gaetano (che sarà anche sindaco dal 1902 al 1906 nonché avvocato) e di Pasquarosa Brasolin proprietaria terriera.
Nel 1906 il padre si trasferisce con la famiglia a Rovigo e poi, nel 1919, a Venezia per l'apertura dello studio legale e che diventerà la sua città di adozione.
Enzo a soli 18 anni, poco dopo la fine della Grande Guerra è già redattore della  Gazzetta di Venezia, per passare, nel 1922, al Gazzettino prima come inviato speciale e poi come critico cinematografico.
Nel frattempo inizia a scrivere alcune commedie, alcune delle quali in lingua veneta sin dal 1934 (Virgola).
Di area liberale, non aveva voluto aderire al fascismo e questo gli creò non pochi problemi, soprattutto quando — con il drammaturgo Sem Benelli — si era fatto promotore della Lega Italica immediatamente sciolta dal fascismo con decreto ministeriale.
Nei giorni che seguirono la caduta del fascismo (25 luglio 1943), entrò nel comitato di direzione del Gazzettino e questo, con il successivo ritorno al potere del fascismo repubblicano, gli costò una condanna a venti anni di carcere (tramutata poi "a morte" alla quale riuscì a sfuggire nascondendosi presso l'orfanatrofio Tomadini di Udine (ora una sede dell'Università).
Entrato nella Resistenza, collaborò con il Comitato di Liberazione Nazionale di Udine.
Nell'immediato dopoguerra diventa direttore responsabile di Veneto Liberale, del Giornale delle Venezie e, fino al 1950 direttore della Gazzetta Veneta.
Nel frattempo continuava a scrivere commedie (soprattutto in lingua veneta) fino alla morte avvenuta prematuramente il 7 luglio 1963 al Lido di Venezia.
Il comune di Villadose e quello di Rovigo gli ha dedicato una via.
Le sue commedie in lingua veneta vengono spesso recitate da diverse compagnie filodrammatiche; fra tutte è giusto citare in primis la Compagnia Teatro Veneto "Città di Este" (direttore artistico Stefano Baccini) che ha fatto del Duse un suo cavallo di battaglia.
Il 5 ottobre 2013, presso il Teatro Sociale di Rovigo, per il cinquantennale della morte, è stato organizzato il Convegno di Studi dedicato a Enzo Duse e la pubblicazione delle sue commedie in dialetto veneto.

## Opere
- 1926 - Quelle oneste signore, in Il Dramma n°327.
- 1929 - La veste di Raso
- 1931 - Favola senza morale
- 1935 - Re burlone di Enrico Guazzoni
- 1937 - Ladri, in Il Dramma n°260.
- 1938 - Introduzione alla vita eroica, in Il Dramma n°280.
- 1939 - Maddalena occhi di menta, in Il Dramma n°307.
- 1939 - Nemici dell'amore, in Il Dramma n°337.
- 1941 - C'è anche un fidanzato, in Il Dramma n°367.
- 1942 - Virgola
- 1945 - Quel sì famoso
- 1945 - Jou-jou
- 1947 - Bona fortuna, Piero
- 1947 - Cavalcata
- 1947 - Il sei di gennaio
- 1949 - Le zitelle di via Hydar[1]
- 1950 - Bona fortuna
- 1950 - Piero
- 1951 - Carte in tavola
- 1951 - Queste nostre metà
- 1951 - Corpo a corpo coniugal
- 1952 - Nudo alla meta
- 1954 - Mato per le done
- 1955 - Poker d'amore
- 1958 - Ca' de Bo
- 1962 - Una famiglia in prosa